# Johann Friedrich August Breithaupt

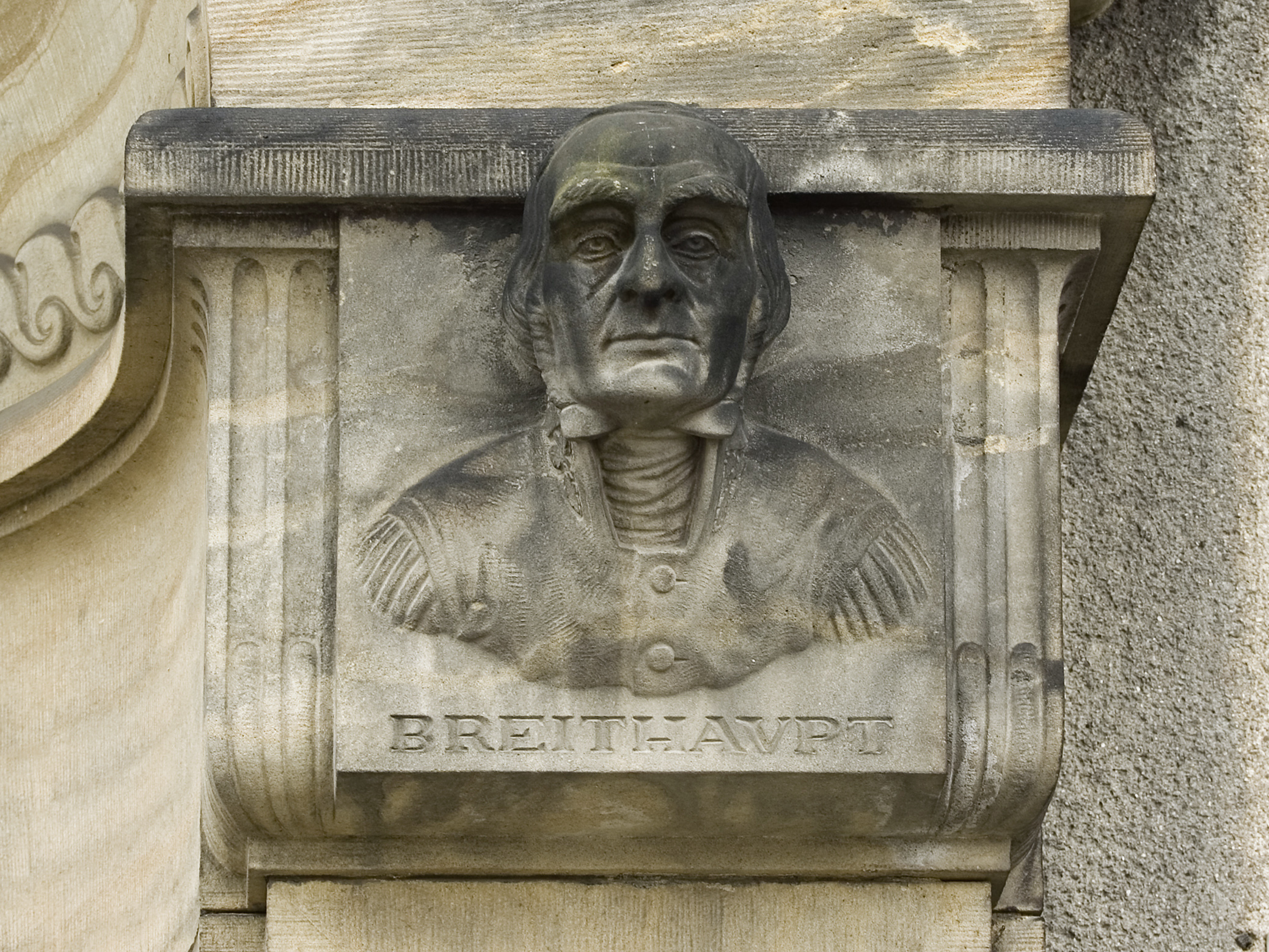
Retrat de Breithaupt a l'edifici Werner a Freiberg

Johann Friedrich August Breithaupt (16 maig 1791 - 22 setembre 1873) va ser un mineralogista i professor de l'Acadèmia de Mines de Freiberg, a Freiberg, Saxònia.
Va néixer a Probstzella, un municipi del districte Saalfeld-Rudolstadt, a Turíngia, Alemanya. Va rebre el seu doctorat a les universitats de Jena i Marburg. Va ser alumne d'Abraham Gottlob Werner a l'Acadèmia de Mineria de Freiberg, on va rebre una menció el 1813 com a professor i lapidari, i es va convertir en professor de mineralogia després de la sortida de Friedrich Mohs en 1826. Va ocupar aquest càrrec fins a 1866.
Se li atribueix el descobriment de 47 espècies minerals vàlides, entre les quals podem destacar la breithauptita, que va rebre aquest nom en el seu honor. El seu treball inclou importants contribucions a la cristal·lografia i les propietats físiques i químiques dels minerals. Va desenvolupar el concepte de paragènesi mineral.

## Obres
Entre les seves publicacions destaquen:
- Ueber die Echtheit der Krystalle (1815, en pseudomorfismes)
- Characteristik des Mineral Systems (1820; 3a ed., 1832)
- Vollständiges Handbuch der Mineralogie (1841)
- Die Bergstadt Freiberg (1825; 2d ed., 1847)
- Die Paragenesis der Mineralien (1849)